# E-Prix di Città del Messico 2025
L'E-Prix di Città del Messico del 2025 è stata la seconda gara del campionato mondiale di Formula E 2024-25, che si è disputata l’11 gennaio del 2025. La gara è stata ospitata, come di consueto, dall’Autodromo Hermanos Rodriguez, conosciuto per ospitare anche la Formula 1.
La gara è stata vinta da Oliver Rowland al suo quarto successo in carriera.

## Qualifiche
La Pole position è stata conquistata dal tedesco Pascal Wehrlein per la seconda volta di fila dopo la pole in Brasile, raggiunge così l'ottava pole position in carriera. Da Costa chiude l'1-2 Porsche.

## Gara
La prima gara del 2025, la seconda stagionale, è stata vinta dal britannico Oliver Rowland a bordo della Nissan, al suo quarto successo in carriera e 14º podio. Da Costa in seconda posizione al suo 25º podio in carriera raggiunge la leadership della classifica piloti dopo il ritiro di Mitch Evans. Wehrlein, al suo 13º podio in carriera, si posiziona in P3.